# 木俣修

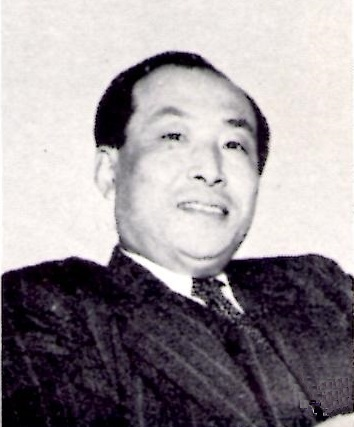
木俣 修

木俣 修（きまた おさむ、1906年（明治39年）7月28日 - 1983年（昭和58年）4月4日）は、昭和期の日本の歌人。本名：修二。
東京高師文科卒。北原白秋に傾倒し、白秋が主張した新浪漫主義を実践。また短歌も「第二芸術」とされたのを肯定的に受けとめて、短歌を現代的なものに改革した。歌集に『高志』（1942年）、『呼べば谺』（1954年）、『去年今年』（1967年）など。

## 経歴
彦根藩城代家老・木俣氏の末裔として滋賀県愛知郡愛知川村（現・愛荘町）に生まれる。1918年、7月に創刊された『赤い鳥』の誌友となり、綴り方、児童自由詩、自由画を投稿。北原白秋、鈴木三重吉、山本鼎にしばしば推奨される。その他『金の船』『小鳥』などにも投稿。滋賀県師範学校進学後、大津市に転居。『日光』の誌友となり白秋の作品に親しんだ他、膳所教会のバイブルクラスに通いアメリカ人宣教師から英語を学ぶ。1926年、東京高等師範学校文科第二部（国語・漢文科）に進学したが、同時に短期現役士官として服役のため休学、京都伏見深草聯隊に入営。
1927年、東京高等師範学校に復学し上京、憧れの白秋に会う。当時の白秋は自らの歌誌を持っていなかったため、白秋系の村野次郎が主宰を務める歌誌『香蘭』に参加、編集に携わる。また一時期、同郷の米田雄郎のすすめで歌誌『詩歌』に籍を置いたり、前川佐美雄らと芸術派クラブを組織したりもした。1931年、東京高等師範学校を卒業し、仙台の宮城県師範学校に赴任。仙台国語学会に加わり、小宮豊隆、山田孝雄、土井晩翠らと知遇を得る。1934年、富山高等学校に転任。
1935年、歌誌『多磨』の創刊に参加、『香蘭』を退会。以降、白秋の助手的役割を担い、たびたび上京するようになる。1936年、北陸日日新聞（現北日本新聞）短歌選者に就任。1943年、白秋が没し『多磨』同人代表となる。富山高等学校を辞職し、小原國芳の招きにより玉川学園・興亜工業大学（現・千葉工業大学）の教授となるが、翌年に再び辞職。白秋の著作の刊行に尽力する。
1951年、人見円吉の招きで昭和女子大学教授に就任。1953年、歌誌『形成』創刊。古典和歌と近代短歌をともに論じることのできる批評家として活躍した。1959年より歌会始選者も務め、1967年、文学博士。1983年まで宮内庁御用掛として昭和天皇の和歌指導も行った。1968年、日本近代文学会代表理事。
国文学者として大学の授業を続けながら、実生活に題材を求めた今日的な歌が多い。1973年、『木俣修歌集』で第24回芸術選奨文部大臣賞受賞および紫綬褒章受章。1981年、『雪前雪後』で第5回現代短歌大賞受賞。1983年、日本芸術院賞・恩賜賞受賞。昭和女子大学には木俣が収集した膨大な近代短歌の資料が残されている。墓所は世田谷区豪徳寺。
門下に大西民子、小野興二郎、吉野昌夫などがいた。大姪にフリーライターの木俣冬がいる。
2019年、木俣修研究会から『木俣修読本』が上梓される。

## 主な作品

### 歌集
- 『高志』（1943）[4]墨水書房
- 『みちのく（美知乃久）』（1947）文化書院
- 『冬暦』（1948）八雲書店
- 『凍天遠慕』（1951）
- 『流砂-新選短歌叢書〈第7〉』（1952）長谷川書房
- 『落葉の章』（1955）新典書房
- 『歯車』（1955）新典書房
- 『天に群星』（1958） 四季書房
- 『呼べば谺』（1964）牧羊社
- 『去年今年』（1967）短歌研究社
- 『愛染無限』（1974）明治書院
- 『雪前雪後』（1981）短歌新聞社
- 『昏々明々』（1985）短歌新聞社
- 『木俣修全歌集』（1985）明治書院

### 歌書
- 『現代作歌用語辞典』（1953、北辰堂）
- 『明治大正詩史概観』（1953、角川文庫）
- 『近代短歌の書』（1955、筑摩書房）
- 『近代短歌の鑑賞と批評』（1964、明治書院）
- 『昭和短歌史』（1964、明治書院）（1978、講談社学術文庫）全4冊
- 『近代短歌の史的展開』（1965、明治書院）
- 『万葉集―時代と作品』（1966、日本放送出版協会）
- 『短歌の作り方』（1970、明治書院）
- 『評論・明治大正の歌人たち』（1971、明治書院）
- 『大正短歌史』（1971、明治書院）
- 『短歌添削教室』（1973、玉川大学出版部）
- 『短歌実作指導教室』（1974、玉川大学出版部）
- 『吉井勇研究』（1978、番町書房）
- 『抒情巡礼』（1978、家の光協会）
- 『近代秀歌』（1983、玉川大学出版部）
- 『悲恋の歌人たち-恋愛歌ものがたり』（1991、北辰堂）

### 作詞
- 青森県青森市立古川中学校校歌 作詞／作曲：
- 神奈川県立川和高等学校校歌 作詞／作曲：沖不可止
- 神奈川県立平塚江南高等学校校歌 作詞／作曲：平井保喜
- 神奈川県川崎市立宮崎小学校校歌 作詞／作曲：
- 福井県立羽水高等学校校歌 作詞／作曲：沖不可止
- 岐阜県岐阜市立加納中学校校歌 作詞／作曲：松本民之助
- 滋賀県私立近江高等学校校歌 作詞／作曲：平井康三郎
- 滋賀県日野町立日野中学校校歌 作詞／作曲：團伊玖磨
- 東京都立秋川高等学校校歌 作詞／作曲：諸井三郎
- 東京都立竹早高等学校校歌 作詞／作曲：平井康三郎
- 東京都立田園調布高等学校校歌 作詞／作曲：平井康三郎
- 東京都練馬区立田柄中学校校歌 作詞／作曲：
- 東京都中野区立第九中学校 作詞／作曲：平井康三郎
- 長浜市民の歌（1962年） 作詞／作曲：沖不可止

### 編纂
- 貞明皇后（1971年、主婦の友社） 御歌の編纂を担当。
- あけぼの集：天皇皇后両陛下御歌集 （1974年4月、読売新聞社） 昭和天皇・香淳皇后の歌集を編集